# Way of the Samurai
Way of the Samurai (tiếng Nhật: 侍; phiên âm Romanji: Samurai) là tựa game thuộc thể loại hành động phiêu lưu dành cho hệ máy PlayStation 2 được phát hành vào năm 2002. Trò chơi lấy bối cảnh Nhật Bản vào thế kỷ 19, người chơi sẽ đóng vai một ronin (lãng nhân) lang thang vào một ngôi làng hẻo lánh và bị liên lụy đến cuộc xung đột giữa các nhóm thù địch. Một tính năng đáng chú ý của trò chơi là phương thức tự lựa chọn cách thức phiêu lưu tuyến cốt truyện cho riêng bạn, nó cho phép người chơi thông qua một vài lựa chọn nhỏ nhoi để hoàn toàn làm thay đổi quá trình diễn biến của cốt truyện. Way of the Samurai được phát hành trên hệ máy PlayStation Portable vào ngày 18 tháng 9 năm 2008 tại Nhật Bản; trước khi phát hành Way of the Samurai 3 cho hệ máy PlayStation 3. Phiên bản Portable có thêm vào phần chơi giao đấu ad hoc và phần chơi giao chiến trực tuyến, người chơi có thể chọn cho mình những nhân vật yêu thích để đối kháng với bạn bè, trong phiên bản này còn thêm đoạn trailer và hình ảnh đặc biệt của Way of the Samurai 3.

## Cốt truyện chính
Cốt truyện của Way of the Samurai diễn ra vào năm 1877, sau khi Mạc phủ Tokugawa sụp đổ và bắt đầu thời kỳ Minh Trị, trong chiến tranh Tây Nam, một thời gian trước, khi các Samurai đã từng giữ những vai trò quan trọng trong xã hội Nhật Bản nhưng giờ đây họ bị đặt ra ngoài vòng pháp luật. Bắt đầu vào game, người chơi sẽ đóng vai một ronin lang thang tên là Kenji đang tới một tiền đồn hư cấu được gọi là Đèo Rokkotsu.
Đèo Rokkotsu là một ngôi làng dân cư thưa thớt, mà điểm thu hút chính bao gồm một tuyến đường sắt đi qua, một quán trọ nhỏ, và một xưởng đúc sắt. Tại đây có tất cả ba phe phái khác nhau đang cạnh tranh lẫn nhau để kiểm soát đèo, với mưu đồ của riêng mình. Đầu tiên là chính phủ trung ương mới, đã điều động quân đội tràn ngập khắp đất nước nhằm siết chặt quyền lực từ các lãnh chúa địa phương. Quân đội chính phủ với nguồn tài chính dồi dào và được trang bị vũ khí hiện đại, bao gồm cả súng ống và đại bác, khiến họ trở thành những đối thủ đáng gờm đối với các lãnh chúa cựu samurai.
Phe thứ hai là gia tộc Kurou, gia tộc từng thống trị trong Đèo Rokkotsu và tiếp tục phát huy ảnh hưởng của họ đối với người dân thông qua sự tống tiền và hăm dọa. Người lãnh đạo gia tộc là Kurou Tesshin, gia tộc này đang cố gắng chống lại nỗ lực của chính phủ nhằm kiểm soát ngọn đèo, tuy nhiên các samurai này dường như không thể đọ sức lại với quân đội hiện đại của chính phủ. Trong một nỗ lực để bảo đảm nguồn tài chính đang ngày càng eo hẹp, gia tộc Kurou có ý định bán lại xưởng đúc sắt cho chính phủ.
Quyết định của Kurou đặt cả gia tộc vào sự phản đối trực tiếp với băng Akadama, người lãnh đạo là Kitcho, là con ngoài giá thú của Kurou Tesshin. Băng Akadama muốn trục xuất lực lượng chính phủ ra khỏi đèo, và âm mưu phá hoại nỗ lực bán lại xưởng đúc sắt cho chính phủ của gia tộc Kurou.
Bị kẹp ở giữa cuộc chiến tranh giành quyền lực là những người nông dân hiền lành, chất phác trong làng, những người có khả năng bị áp bức bất chấp ai là người kiểm soát họ.

## Cốt truyện phụ
Mặc dù câu chuyện trong Way of the Samurai đi theo sau một cốt truyện cơ bản được cung cấp ở trên, nhưng trong những sự kiện thực tế mà người chơi tham gia lại phụ thuộc rất lớn vào những quyết định trong khi chơi. Ngay khi vào Đèo Rokkotsu, người chơi sẽ phải đối mặt với một nhóm các samurai đang cố gắng bắt cóc một cô gái trẻ. Người chơi có quyền lựa chọn giải cứu cô gái, tham gia cùng nhóm của kẻ bắt cóc, hoặc hoàn toàn lờ đi sự việc. Mỗi quyết định này sẽ dẫn người chơi đi theo một con đường khác nhau, dẫn đến cái nhìn rất khác nhau của cốt truyện chính.
Những quyết định của người chơi cũng sẽ dẫn đến kết quả trực tiếp về lòng trung thành của Kenji trong cốt truyện. Người chơi có thể lựa chọn tham gia gia tộc Kurou hay băng Akadam hoặc là hỗ trợ và bảo vệ người dân vô tội, hoặc không có mặt và quan sát các sự kiện như người ngoài với sự tham gia trực tiếp tối thiểu. Người chơi cũng có thể chọn để giúp một phe phái và sau đó chuyển lòng trung thành về sau trong trò chơi.
Theo kết quả của từng nhánh cốt truyện, Way of the Samurai có bảy kết thúc khác nhau, đặc biệt là kết thúc do người chơi thu thập được dựa trên phe đó, nếu có, Kenji cũng có thể tự mình liên minh và hành động một mình trong suốt quá trình diễn biến của game.

## Nhân vật

### Nhân vật chính
- Kenji
  - Kenji thời trẻ - Lồng tiếng: Aoki Makoto
  - Kenji thời thanh niên - Lồng tiếng: Kaseya Suyuki
  - Kenji thời trung niên - Lồng tiếng: Okuda Keijin
  - Thiếu nữ - Lồng tiếng: Itou Ayako

Rất ít thông tin về nhân vật chính, không bàn đến thực tế anh là một samurai. Dựa theo tính chất của trò chơi, động cơ của Kenji hoàn toàn do quyết định cá nhân của người chơi, anh có thể là một vị anh hùng vị tha, một nhân vật phản diện vô liêm sỉ, hay chỉ đơn thuần là một người xem thờ ơ. Người chơi có thể lựa chọn thay đổi tên của Kenji vào lúc bắt đầu game, cũng như làm thay đổi diện mạo của nhân vật chính bằng cách sử dụng nhiều mẫu đầu và cơ thể khác nhau và có thể mở khóa thêm trong quá trình chơi lại.

### Gia tộc Kurou
- Kurou Tesshin- Lồng tiếng: Akimoto Yousuke

Vị tộc trưởng của gia tộc Kurou, Tesshin từng là samurai trong một thời gian dài và là một trong những kiếm sĩ ghê gớm nhất trong trò chơi. Ông có một thanh kiếm nổi tiếng tên là Dai-Kuronama. Ông cũng là cha của Kitcho - Thủ lĩnh băng Akadama. Kurou xót xa vì ảnh hưởng suy tàn của một gia tộc samurai lớn ngày càng xuống dốc và việc kiểm soát quyền lực của chính phủ đối với gia tộc ông, không còn sự lựa chọn nào khác ngoài việc giải quyết khó khăn tài chính cho gia tộc của mình. Ông đã trục xuất người dân ra khỏi đồn để ông có thể bán Đèo Rokkotsu và xưởng đúc sắt lụn bại của mình cho chính phủ Minh Trị đổi lấy món tiền kếch sù nhằm phục hồi gia tộc và sự bảo đảm an ninh của quân đội chính phủ.
- Kurou Murasaki- Lồng tiếng: Kouda Kaho

Vợ của Tesshin Kurou, Murasaki được tôn trọng khắp vùng Đèo Rokkotsu, còn được gọi bằng Bà Murasaki hay Phu nhân Murasaki, là người đầu tiên khám phá ra sự thật đằng sau sự quan tâm của chính phủ Minh Trị trong việc mua lại xưởng đúc sắt. Mặc dù có được sự tín nhiệm của gia tộc cô với việc tái sinh lại gia sản đang dần suy yếu của gia tộc Kurou, cô âm thầm phản đối việc bán lại xưởng đúc sắt cho chính phủ. Murasaki bí mật bàn công việc với nhân viên cảnh sát Inokashira trong một ngôi đền bỏ hoang và bị Kenji tình cờ phát hiện.
- Kurou Kintaro- Lồng tiếng: Nagasako Mai

Đứa con nhỏ của Tesshin Kurou và Phu nhân Murasaki và người anh cùng cha khác mẹ Kitcho. Mặc dù còn quá nhỏ để sẵn sàng cho các mục đích quan trọng trong gia tộc Kurou, nhưng Kitcho vẫn cố công tìm kiếm đứa bé bằng mọi giá vì anh xem nó như một mối đe dọa trong tương lai.  
- Shiretoko Soichiro- Lồng tiếng: Sekiguchi Eiji

Cố vấn của gia tộc Kurou và được Tesshin tín nhiệm giao cho làm những nhiệm vụ quan trọng. Mặc dù hắn có vẻ thích ủy thác nhiệm vụ cho các thành viên cấp dưới của Kurou, Soichiro là một đối thủ đáng gờm khi người chơi phải đối đầu với hắn.
- Tsubohachi Hachiro- Lồng tiếng: Kogami Hiromichi

Người thi hành pháp luật của gia tộc Kurou, hắn là người đầu tiên mà Kenji chạm trán khi vừa tới đèo. Dễ dàng phân biệt và nhận diện thông qua hình xăm trên cơ thể của hắn (thứ này cũng được những nhóm Yakuza sử dụng khá phổ biến). Không nghi ngờ gì về lòng trung thành của Kenji, Tsubohachi xem Kenji như đối thủ.
- Gia thần nhà Kurou

Thành phần hỗn tạp, có đúng một loại biến thể diện mạo duy nhất, có rất ít sự khác biệt trong sức mạnh và tốc độ di chuyển. Thường hay đòi hỏi tiền và bá tin tức, có những tên đến chỉ để xin tiền

### Băng Akadama
- Kitcho- Lồng tiếng: Shibata Souichirou

Một nhà cách mạng có uy tín và là thủ lĩnh băng Akadama - một nhóm samurai vừa mới đến đèo với mục đích lật đổ chính phủ Minh Trị và đưa tầng lớp samurai trở lại thời kỳ vinh quang như xưa. Kitcho là con trai của Tesshin Kurou thông qua cuộc hôn nhân trước đây, Kitcho có khả năng kiếm thuật ít nhất cũng bằng với cha mình. Kitcho phản đối cách đối xử với dân làng và kế hoạch bán đèo Rokkotsu cho chính phủ của Kurou, coi đó như đầu hàng kẻ thù của họ. 
- Chelsea- Lồng tiếng: Sawashiro Miyuki

Một phụ nữ người Anh, Chelsea là một thành viên nổi bật của băng Akadama và gợi ý để được làm người yêu của Kitcho. Cô tận tụy nhiệt tình với Kitcho và ước mơ của hắn, và đã cố gắng ám sát Tesshin Kurou nhưng không thành công, do bị Tsubohachi cản trở.
- Karibe Seiun- Lồng tiếng: Shirakawa Shuusaku

Một thành viên chính khác của băng Akadama, Karibe cảm thấy rằng cả băng nên thực hiện một cuộc tấn công quy mô nhằm chống lại gia tộc Kurou, dẫn đến căng thẳng giữa anh và thủ lĩnh Kitcho. Karibe sở hữu một kỹ năng về kiếm lớn tuyệt vời, nhưng rất nhẹ dạ và không tự chủ.
- Thành viên băng Akadama

Thành phần hỗn tạp, lòng trung thành và đoàn kết không cao, có 2 loại diện mạo khác nhau, đồng thời còn bán tin tức cho đối phương nhằm thu lợi.

### Chính phủ Minh Trị
- Tamagawa Jousui- Lồng tiếng: Egawa Daisuke

Tư lệnh quân đội chính phủ Minh Trị, cực kỳ ghét samurai. Tamagawa lôi kéo một vài nhân vật giữa hai phe trong một nỗ lực nhằm đảm bảo cho việc kiểm soát Đèo Rokkotsu, cũng như đặt dấu chấm hết cho thời đại samurai.
- Hyuuga Hayato- Lồng tiếng: Tsugawa Satoshi

Một ninja xuất hiện và làm việc với băng Akadama, Hyuga thực sự là gián điệp của chính phủ được gửi tới để lôi kéo Kitcho, thuyết phục Kitcho mau chóng nắm quyền kiểm soát Đèo Rokkotsu,  khi băng Akadama và gia tộc Kurou giao chiến, được một lúc sau thì cả đôi bên đều kiệt sức thì lực lượng quân đội chính phủ Minh Trị đột nhiên xông vào tiêu diệt toàn bộ thuộc hạ và binh lính các phe mà không cần phải đàm phán với những người kháng cự. Hyuga cũng chịu trách nhiệm về tình trạng thù địch giữa hai phe Kurou và Akadama, tạo thời cơ thuận tiện cho chính phủ Minh Trị chiếm ưu thế các sự kiện trong đèo.   
- Viên chức chính phủ

Thuộc hạ của Tamagawa, có 2 loại diện mạo khác nhau, với thân hình cao to.
- Ninja

Đội quân ninja đặc biệt của chính phủ

### Quán trà Amaguri
- Suzu- Lồng tiếng: Kogure Ema

Một trong những người đầu tiên mà Kenji gặp mặt, Suzu là một cô hầu bàn đã chạy tới quán  trà Amaguri ở tiền đồn để lánh nạn và làm phục vụ luôn trong quán. Cô đã mất cha mẹ trong cuộc chiến, và được chủ quán trọ là Kurikichi cứu giúp và nuôi nấng. Cô thường xuyên lo lắng sẽ bị Tsubohachi quấy rối, những mặt khác cô không quan tâm.  
- Kurikichi- Lồng tiếng: Ueda Youji

Chủ một quán trà nhỏ có tên là Amaguri tại tiền đồn ở Đèo Rokkotsu. Kurikichi đã cứu Suzu khi cô còn là một đứa bé và nuôi nấng cô như chính con gái ruột của mình. Dù cho ông có tư thế khom xuống vàthỉnh thoảng chỉ có thể đi bộ, ông kiên cường và từ chối phụng sự bởi bất kỳ phe phái thù địch nào. 
- Don Donatelouse (Dona Dona)- Lồng tiếng: Ono Daisuke

Một người nước ngoài với ước mơ trở thành một samurai. Điều khiến mọi người chú ý là kiểu tóc xoăn rậm và dày to lớn khác thường của anh, Dona thường được dân làng thích thú gọi là "Dona Dona" và đóng vai trò người bảo vệ Suzu và Kurikichi. Dona có cảm tình với Suzu, nhưng không biết cách nào để thể hiện cảm tình với cô. Mặc dù đủ tiêu chuẩn để trở thành một samurai, nhưng Dona lại là một chiến binh nghèo nàn, trong lối chơi thực tế, Dona tỏ ra là một đối thủ đáng gờm.
- Dojima Gunji- Lồng tiếng: Imaruoka Atsushi

Thợ rèn trong thị trấn ở Đèo Rokkotsu, người chơi có thể tranh thủ sử dụng dịch vụ của ông để cường hóa những tính năng của bất kỳ thanh kiếm mà người chơi thu thập được trong suốt các sự kiện của game.  Đồng thời Dojima còn tham gia vào một phần cốt chuyện, Ông có lòng cảm thương những kẻ nghèo yếu luôn bị những thế lực cường hào xung quanh bắt nạt và quyết định sẽ bảo vệ dân làng trong Đèo. Dojima còn tiếp tục xuất hiện trong phần 2 và 3 của game.

### Nhân vật khác
- Inokashira Mokichi- Lồng tiếng: Katou Masayuki

Một nhân viên cảnh sát tại Đèo Rokkotsu, là kẻ kiêu ngạo và tham nhũng, sở hữu một thứ vũ khí phương Tây khá nguy hiểm với các samurai là khẩu súng lục, hắn sẵn sàng chấp nhận hối lộ, mua chuộc đối phương nhằm khai thác những thông tin có ích cho chính phủ. Trong một buổi tối đêm khuya Kenji đã phát hiện ra mối quan hệ và cuộc hội thoại bí mật giữa hắn và Phu nhân Murasaki tại một ngôi đền bỏ hoang.  
- Hoyo Taisaemon- Lồng tiếng: Yoshino Takahiro

Tên gọi chung là Jose, là thuộc hạ của Inokashira, với thân hình hộ pháp và sở hữu thứ vũ khí ưa thích là cây dùi cui lớn. Có lẽ là nhân vật có thể chất mạnh nhất trong đèo, nhưng lại có trí thông minh kém nhất.
- Touyoko Enzan- Lồng tiếng: Chouda Seijirou

Một ronin khác phiêu bạt quanh Đèo Rokkotsu, đôi lúc Toyoko còn cung cấp cho Kenji, và người chơi những thông tin hữu ích khác xoay quanh gia tộc Kurou và băng Akadama, thậm chí cả những tin tức bí mật về chính phủ Minh Trị. 
- Sensei

Là một cô gái đóng vai trò người thầy của Kenji sẽ hướng dẫn người chơi ở phần tutorial trước khi bắt đầu vào game, người chơi buộc phải hoàn thành đầy đủ các điều kiện trong quá trình hướng dẫn do cô gợi ý đưa ra.

## Lối chơi
Bên cạnh sự tham gia trực tiếp của người chơi trong việc lựa chọn cốt truyện, cách chơi trong Way of the Samurai tập trung chủ yếu vào chiến đấu. Chiến đấu được thực hiện gần như hoàn toàn với thanh kiếm samurai khác nhau có sẵn trong trò chơi. Way of the Samurai có hơn 40 loại thanh kiếm khác nhau, tuy nhiên lúc mới bắt đầu game người chơi chỉ có một thanh kiếm duy nhất. Bằng cách đánh bại kẻ thù, người chơi có thể lượm các loại vũ khí của đối phương cho vào kho riêng của mình. Người chơi chỉ có thể mang tối đa là ba thanh kiếm cùng một lúc. Sau mỗi lượt chơi, người chơi có thể để lại một thanh kiếm bổ sung ở chỗ thợ rèn Dojima, và gửi vào bộ sưu tập kiếm của mình.

### Hệ thống chiến đấu
Người chơi thường sẽ lựa chọn có hay không tham gia chiến đấu với một NPC cụ thể, tuy nhiên một khi bị buộc phải tham gia chiến đấu, người chơi có thể buộc phải chiến đấu với nhiều đối thủ cùng một lúc.
Kenji có một bộ các bước di chuyển cơ bản có thể áp dụng cho tất cả vũ khí, bao gồm kỹ năng tấn công thông thường và tấn công mạnh mẽ, đỡ đòn, và đá. Có rất nhiều biến thể và sự kết hợp của những chuyển động cơ bản có sẵn tùy thuộc vào thanh kiếm đặc biệt được trang bị vào lúc đó. Bằng cách đánh bại đối thủ hoặc thu thập vật phẩm đặc biệt Kenji cũng có thể mở khóa các chiêu thức tấn công đặc biệt và sự kết hợp cụ thể cho từng loại vũ khí. 
Ngoài ra còn có một số tư thế chiến đấu khác nhau, tùy thuộc vào thanh kiếm đặc biệt được trang bị, mỗi loại kiếm trong số đó sẽ tạo thành phong cách chiến đấu riêng biệt, nếu biết cách sử dụng và kết hợp lẫn nhau, người chơi có thể tạo ra một loạt chiêu liên hoàn khác nhau, với mức sát thương khá cao, thích hợp khi giao chiến với trùm hoặc những NPC đáng gờm.

### Hệ thống tăng cường kiếm
Mỗi thanh kiếm có sẵn trong trò chơi có một số thuộc tính có thể ảnh hưởng đến hiệu quả của nó trong trận chiến. Những thuộc tính này có thể được tăng cường bằng cách sử dụng các item đặc biệt tìm thấy trong game, hoặc viếng thăm thợ rèn.
- Độ sắc nét (Sharpness): Sức mạnh tấn công, tăng / giảm số lượng sát thương gây ra khi đối thủ giao chiến với kiếm
- Tính linh hoạt (Flexibility): Sức mạnh phòng thủ, tăng / giảm số lượng sát thương chịu đựng khi người chơi bị đối thủ tấn công
- Độ bền (Durability): Sức mạnh của kiếm, làm tăng lượng nhiệt thanh kiếm có thể tạo ra trước khi gãy (nhiệt được tạo ra bằng cách đánh hoặc đỡ đòn, và hiển thị bằng cách sử dụng một đồng hồ trên màn hình)
- Sinh mệnh (Life): Tăng / giảm tổng số điểm hit point cột máu của người chơi.